# Пероксиредоксины
Пероксиредоксины (англ. Peroxiredoxins, Prxs, КФ 1.11.1.15) — широкораспространённое семейство антиоксидантных ферментов. У млекопитающих ферменты этой группы контролируют уровень цитокин-индуцированных пероксидов, участвующих в передаче клеточных сигналов. 

## Механизм катализа
Активность пероксиредоксинов регулируется их фосфорилированием, редокс-статусом и степенью олигомеризации. Группа пероксиредоксинов разделена на 3 класса в зависимости от количества остатков цистеина в активном центре фермента.  
- типичные 2-Цис пероксиредоксины,
- атипичные 2-Цис пероксиредоксины,
- 1-Цис пероксиредоксины

Характерная особенность каталитического механизма этой группы антиоксидантных ферментов — окисление тиоловой R-SH группы редокс-активного цистеина активного центра до R-SOH состояния пероксидным субстратом (например, липидной гидроперекисью).  Основное отличие между тремя классами пероксиредоксинов - механизм восстановления R-SOH обратно до тиольной формы R-SH. 

## Внешние ссылки
- http://us.expasy.org/enzyme/1.11.1.15